# Uruguayaanse verkiezingen 2009
Op 25 oktober 2009 werden algemene verkiezingen in Uruguay gehouden. Aangezien geen enkele kandidaat een absolute meerderheid behaalde bij de presidentsverkiezingen, zal er een tweede ronde plaatsvinden. De twee kandidaten in de tweede ronde zijn ex-guerrillero José Mujica van de regerende linkse Frente Amplio, en voormalige president Luis Alberto Lacalle van de conservatieve Nationale Partij. Naast verkiezingen voor een nieuwe president werden er ook verkiezingen voor een nieuw parlement gehouden. Ook werd er een referendum gehouden over de vraag of de amnestiewet die schenders van mensenrechten vrijwaart van vervolging moet worden opgeschort.

## Peilingen

### Eerste ronde (25 oktober)
In de peilingen bleek dat er een hevige strijd zou zijn tussen de regerende Frente Amplio en de oppositie. Naarmate de verkiezingen dichterbij kwamen, bleek echter dat de regerende coalitie een ruime voorsprong zou hebben op de oppositiepartijen.
| Datum             | Bron       | Frente Amplio | Nationale Partij | Coloradopartij | Onafhankelijkheidspartij | Asamblea Popular | Overige partijen |
| ----------------- | ---------- | ------------- | ---------------- | -------------- | ------------------------ | ---------------- | ---------------- |
| November 2007     | Angus Reid | 39%           | 30%              | 9%             | 1%                       | -                | 21%              |
| 21 december 2007  |            | 44%           | 34%              | 9%             | 2%                       | -                | 9%               |
| 28 maart 2008     |            | 42%           | 35%              | 8%             | 1%                       | -                | 11%              |
| 29 mei 2008       | Angus Reid | 40%           | 32%              | 8%             |                          | -                | 20%              |
| 28 juli 2008      | Angus Reid | 42%           | 34%              | 8%             | 1%                       | -                | 15%              |
| 13 augustus 2008  | Angus Reid | 42%           | 35%              | 7%             | 1%                       | -                | 15%              |
| 29 september 2008 | Angus Reid | 41%           | 33%              | 8%             | 2%                       | -                | 16%              |
| 25 oktober 2008   | Angus Reid | 42%           | 34%              | 7%             | 2%                       | -                | 15%              |
| 5 november 2008   | Angus Reid | 45%           | 36%              | 9%             | 1%                       | -                | 9%               |
| 8 december 2008   | Angus Reid | 42%           | 37%              | 9%             | 1,5%                     | 0,5%             | 8%               |
| 5 februari 2009   | Angus Reid | 41%           | 36%              | 9%             | 2%                       | -                | 14%              |
| 1 maart 2009      | Angus Reid | 42%           | 36%              | 8%             | 1%                       | -                | 13%              |
| 16 maart 2009     | Angus Reid | 44%           | 34%              | 7%             | 2%                       | -                | 9%               |
| 28 maart 2009     | Angus Reid | 45%           | 35%              | 8%             | 1,5%                     | 0,5%             | 10%              |
| 3 april 2009      | Angus Reid | 42%           | 37%              | 8%             | 1%                       | -                | 12%              |
| 18 april 2009     | Angus Reid | 44%           | 35%              | 7%             | 1%                       | -                | 13%              |
| 22 april 2009     | Angus Reid | 45%           | 35%              | 7%             | 2%                       | -                | 11%              |
| 22 mei 2009       | Angus Reid | 44%           | 35%              | 8%             | 1%                       | -                | 12%              |
| 25 mei 2009       | Angus Reid | 43%           | 38%              | 7%             | 2%                       | -                | 10%              |
| 7 juni 2009       | Angus Reid | 44%           | 34%              | 8%             | 1%                       | -                | 13%              |
| 21 juni 2009      | Angus Reid | 43%           | 39%              | 8%             | 1%                       | -                | 9%               |
| 24 juli 2009      | Angus Reid | 42%           | 36%              | 10%            | 2%                       | -                | 10%              |
| 7 augustus 2009   | Angus Reid | 44%           | 36%              | 10%            | 2%                       | -                | 8%               |
| 12 augustus 2009  | Angus Reid | 44%           | 34%              | 11%            | 1%                       | -                | 10%              |
| 14 augustus 2009  | Angus Reid | 45%           | 38%              | 9%             | 1%                       | 0,5%             | 6,5%             |
| 30 augustus 2009  | Angus Reid | 44%           | 35%              | 10%            | 2%                       | -                | 9%               |
| 6 september 2009  | Angus Reid | 45%           | 34%              | 9%             | 3%                       | -                | 9%               |
| 7 september 2009  | Angus Reid | 46%           | 34%              | 10%            | 2%                       | 0,5%             | 7,5%             |
| 23 september 2009 | Angus Reid | 45%           | 32%              | 11%            | 2%                       | -                | 10%              |
| 4 oktober 2009    | Angus Reid | 44%           | 32%              | 11%            | 2%                       | 1%               | 10%              |
| 8 oktober 2009    | Angus Reid | 44%           | 30%              | 10%            | 2%                       | -                | 14%              |
| 15 oktober 2009   | Angus Reid | 44%           | 29%              | 11%            | 3%                       | 1%               | 12%              |
| 21 oktober 2009   | Angus Reid | 44%           | 31%              | 12%            | 3%                       | -                | 10%              |

### Tweede ronde (29 november)
| Datum            | Bron         | José Mujica | Luis Alberto Lacalle | Geen mening |
| ---------------- | ------------ | ----------- | -------------------- | ----------- |
| 11 november 2009 | Factum       | 49%         | 42%                  | 9%          |
| 12 november 2009 | Equipos MORI | 50%         | 42%                  | 8%          |
| 15 november 2009 | Interconsult | 47%         | 40%                  | 13%         |
| 24 november 2009 | Factum       | 50%         | 40%                  | 10%         |
| 26 november 2009 | Interconsult | 48%         | 42%                  | 10%         |
| 27 november 2009 | Factum       | 50%         | 41%                  | 9%          |
| 28 november 2009 | Interconsult | 50%         | 42%                  | 8%          |

## Presidentsverkiezingen

### Belangrijkste kandidaten
Hieronder een overzicht van alle kandidaten van de presidentsverkiezingen.

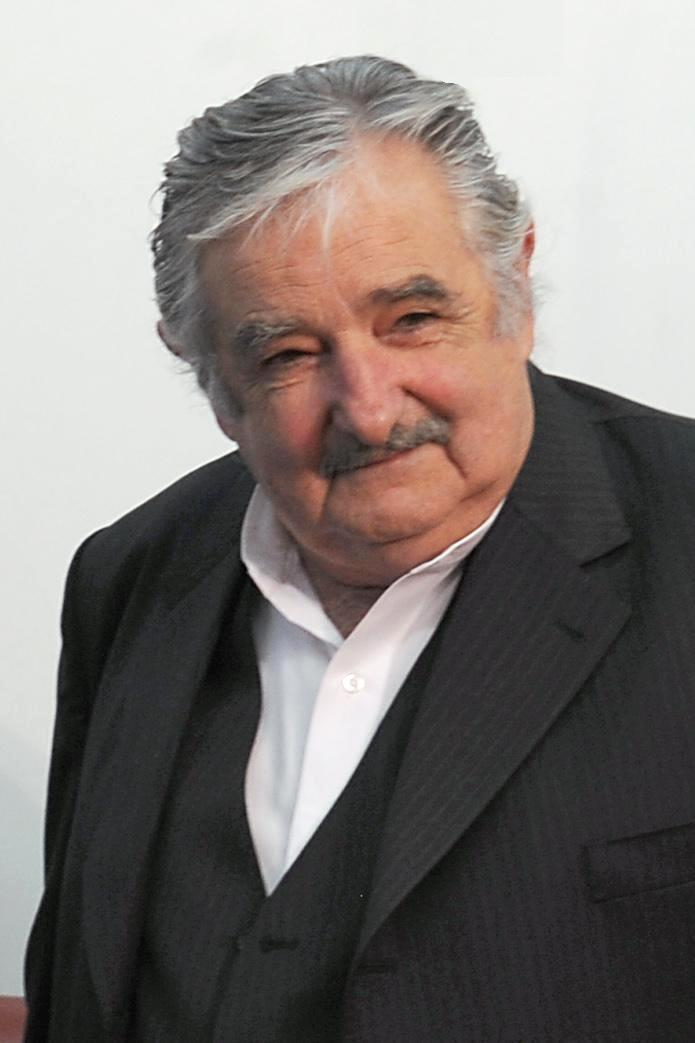
José Mujica van de Frente Amplio
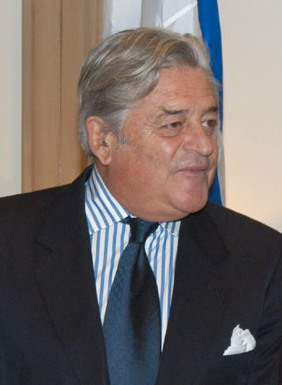
Luis Alberto Lacalle van de Nationale Partij
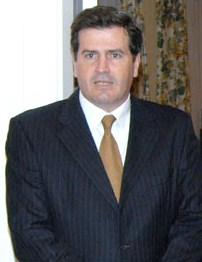
Pedro Bordaberry van de Coloradopartij
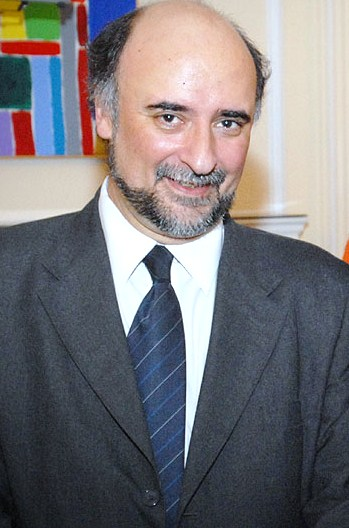
Pablo Mieres van de Onafhankelijkheidspartij

#### José Mujica
José Mujica (20 mei 1935) is een voormalige leider van de Tupamaros, een stadsguerrillabeweging in Uruguay. Deze groep was verantwoordelijk voor politieke ontvoeringen en bankovervallen in de jaren 60. Hij zat voor vier jaar in de gevangenis. Hij heeft gezegd zijn radicale verleden achter zich te hebben gelaten, en hij will zich inzetten voor een marktgericht beleid.

#### Luis Alberto Lacalle
Luis Alberto Lacalle (13 juli 1941) van 1990 tot 1995 al president van het land. Hij is een van de oprichters van de intergouvernementele douane-unie Mercosur in Zuid-Amerika. Echter, hij heeft beloofd uit deze organisatie te stappen, mocht hij worden gekozen als president. In de jaren 70 overleefde hij een poging om hem en andere leden van de Nationale Partij te vergiftigen. Hij heeft verder beloofd de inkomstenbelasting, ingevoerd door president Vazquez, af te schaffen, en de omvang van de regering af te slanken. Hij heeft tijdens de campagne vele malen zijn tegenstander aangevallen op diens militante verleden.

### Voorverkiezingen
Op 28 juni 2009 werden er voorverkiezingen gehouden. De drie belangrijkste partijen hadden verschillende kandidaten, en hieronder de uitslagen van de voorverkiezingen:
- Frente Amplio
  - José Mujica (Espacio 609, Partido Comunista, Corriente Acción y Pensamiento Libertad) - winnaar
  - Danilo Astori (Asamblea Uruguay, Alianza Progresista, Nuevo Espacio, Partido Socialista)
  - Marcos Carámbula (Vertiente Artiguista)
- Nationale Partij
  - Luis Alberto Lacalle (Unidad Nacional, Soplan Vientos Nuevos) - winnaar
  - Jorge Larrañaga (Alianza Nacional, Civic Union)
  - Irineu Riet Correa
- Coloradopartij
  - Pedro Bordaberry (Vamos Uruguay) - winnaar
  - José Amorín (Batllismo Siglo XXI)
  - Luis Hierro (Foro Batllista)
  - Daniel Lamas
- Onafhankelijkheidspartij
  - Pablo Mieres
- Asamblea Popular
  - Raúl Rodríguez

### Uitslag eerste ronde (25 okt)
Alhoewel de belangrijkste kandidaten erg van elkaar verschillen, en velen speculeerden van een polarisatie van het electoraat, hadden de kandidaten moeite om het politieke midden achter zich te krijgen. Om beide partijen te verenigingen, koos José Mújica als zijn running mate Danilo Astori, die als tweede eindigde in de voorverkiezingen, en een voormalige minister van Financiën is met sociaaldemocratische ideeën. Luis Alberto Lacalle koos voor Jorge Larrañaga, ook de nummer 2 in de voorverkiezingen van de Nationale Partij. Hiermee trachtte Lacalle de partij te verenigingen.
De presidentsverkiezingen werden ruim gewonnen door de linkse José Mújica, maar hij bleef onder de vijftig procent, waardoor een tweede ronde noodzakelijk was. Hij haalde 47,49% van de stemmen. Zijn belangrijkste tegenstander, Luis Alberto Lacalle, bleef steken op 28,54%.
| Kandidaat                               | Stemmen   | Percentage |
| --------------------------------------- | --------- | ---------- |
| José Mujica - Frente Amplio             | 1.093.869 | 47,49%     |
| Luis Alberto Lacalle - Nationale Partij | 657.327   | 28,54%     |
| Pedro Bordaberry - Coloradopartij       | 383.912   | 16,67%     |
| Pablo Mieres - Onafhankelijkheidspartij | 56.156    | 2,44%      |
| Raúl Rodríguez - Asamblea Popular       | 14.869    | 0,66%      |
| Totaal                                  | 2.303.336 | '          |

### Uitslag tweede ronde (29 nov)
Toen 96 procent van de stemmen was geteld, stond Mujica op 53 procent van de stemmen. Kort nadat de eerste opiniepeilingen onder stemmers naar buiten werden gebracht, erkende Lacalle zijn nederlaag. Hij kreeg ongeveer 44 procent van de stemmen. Mujica heeft bezworen dat hij het gematigde beleid van zijn voorganger zal voortzetten. Sinds Vázquez en het Frente Amplio vier jaar geleden aan de macht kwamen, is de economie van Uruguay sterk gegroeid. "De beste publiciteit die wij hadden, was Tabaré Vázquez. Wij zullen zijn programma voortzetten", zei Mujica voor de televisie. Hij zei dat de verkiezingsstrijd "winnaars noch verliezers" heeft opgeleverd en dat de regering die hij gaat leiden "de waarheid niet in pacht heeft". De verkiezingen werden in sommige landelijke gebieden gehinderd door slecht weer. Wateroverlast door stortbuien heeft de laatste dagen aan zeker drie mensen het leven gekost. Zesduizend mensen zijn geëvacueerd. Het ministerie van Defensie zette helikopters in om overheidsfunctionarissen en stembussen naar veilig gebied te brengen.
Mujica, die op 1 maart 2010 wordt ingezworen, streeft naar een economie vergelijkbaar met die van Finland, waar goedbetaalde banen te vinden zijn en waar de regering zich ontfermt over "de mensen die het het minst hebben". Hij wil daarvoor "het kapitalisme heruitvinden" en zei dat hij "de bourgeoisie nodig heeft". Mujica is vaak recht voor de raap, maar 's avonds liet hij in zijn overwinningsspeech in Montevideo verzoenende taal horen. "Als mijn temperament als vechter me soms te ver deed gaan in mijn opmerkingen, dan verontschuldig ik me daarvoor. Morgen zullen we allemaal samen verder gaan". Tienduizenden aanhangers waren ondanks de striemende regen samengekomen voor het NH Columbia-hotel om de overwinning van Mujica te voeren.
"Het volk heeft ons deze overwinning gegeven. Er zijn mensen die geloven dat de macht in de top zit en zij zien niet dat de macht eigenlijk in de harten van de massa's ligt. Dank jullie! Het heeft me een heel leven gekost om dit in te zien. Dank jullie", aldus de ex-leider van de guerrillaorganisatie Tupamaro. In een toespraak bedankte Mujica verder al zijn 'broeders' in Zuid-Amerika. Mujica heeft de Braziliaanse president Luiz Inacio Lula da Silva steeds een voorbeeld genoemd voor zijn democratische ambities. Lula heeft net als Mujica een achtergrond als linkse activist, maar is tegenwoordig een gematigd links en zeer geliefd president. Mujica en zijn vrouw mogen als presidentieel paar in het presidentieel paleis gaan wonen. Maar ze hebben ervoor gekozen te blijven wonen in hun 'chacra', een kleine bloemenkwekerij.
| Kandidaat                               | Stemmen | Percentage |
| --------------------------------------- | ------- | ---------- |
| José Mujica - Frente Amplio             |         | 53,00%     |
| Luis Alberto Lacalle - Nationale Partij |         | 42,92%     |
| Blanco                                  |         | 4,08%      |
| Totaal                                  | '       | '          |

| Partij                   | Stemmen | %      | zetels Senaat | zetels Huis van Afgevaardigden |
| ------------------------ | ------- | ------ | ------------- | ------------------------------ |
| Frente Amplio            |         | 47,49% | 16            | 50                             |
| Nationale Partij         |         | 28,53% | 9             | 31                             |
| Coloradopartij           |         | 16,66% | 5             | 17                             |
| Onafhankelijkheidspartij |         | 4,87%  |               |                                |
| Totaal                   |         |        | 30            | 99                             |

Op basis van de eerste uitslagen.

## Referendum
Naast de parlements- en presidentsverkiezingen werd er ook een referendum gehouden over de vraag of de amnestiewet die schenders van mensenrechten vrijwaart van vervolging afgeschaft zou moeten worden. Het voorstel kreeg net niet genoeg stemmen; ongeveer 48 procent van de Uruguayaanse kiezers bleek voor afschaffing. De mensenrechtenschendingen werden gepleegd tijdens de militaire dictatuur van 1973 tot 1985, en slechts tien voormalige militairen en politiemannen zijn veroordeeld wegens executies en andere misdaden. Ruim tweehonderd dissidenten verdwenen tijdens de dictatuur.